# Bophuthatswana
Bophuthatswana – bantustan utworzony w 1972 dla ludów Tswana, z przekształcenia istniejącego od 1968 bantustanu Tswanaland. Oficjalnie uzyskał niepodległość 6 grudnia 1977.
Bantustan zamieszkiwało 2 489 347
mieszkańców, jego powierzchnia wynosiła 40 011 km². Stolicą było Mmabatho. Powróciło do RPA 27 kwietnia 1994.

## Przywódcy Bophuthatswany
- Lucas Mangope (1968–1988)
- Rocky Malebane-Metsing (1988)
- Lucas Mangope (1988–1994)
- Tjaart Van der Walt i Job Mokgoro (1994)